# Robert Detweiler
Robert Detweiler   (Centralia, 20 de juliol de 1930 - Orem, 8 de desembre de 2003), també conegut com a Bob Detweiler, fou un remer estatunidenc que va competir durant la dècada de 1950.
El 1952 va prendre part en els Jocs Olímpics d'Estiu de Hèlsinki, on guanyà la medalla d'or en la prova del vuit amb timoner del programa de rem.
Després de la seva victòria olímpica es va graduar a l'Acadèmia Naval dels Estats Units. Durant la seva vida fou un membre molt actiu de l'Església de Jesucrist dels Sants dels Darrers Dies.